# Rali Vinho Madeira
O Rali Vinho Madeira é uma das etapas do FIA European Rally Trophy, realizada na ilha da Madeira, Portugal. É considerado um dos maiores eventos desportivos da região, atraindo milhares de pessoas para o observar. Tradicionalmente, o rali realiza-se no verão, em finais de julho ou princípios de agosto. As etapas do Chão da Lagoa, Paul da Serra e Encumeada são conhecidos como os maiores desafios à condução.
A primeira edição do Rali Vinho Madeira teve lugar em 1959, mas só em 1979, vinte anos depois, passou a fazer parte do Campeonato Europeu de Ralis, mantendo-se consecutivamente no calendário desta prova desde então. Entre 2006 e 2010 fez também parte do Intercontinental Rally Challenge, o que possibilitou uma maior exposição internacional do evento, nomeadamente através da cobertura televisiva do grupo Eurosport para um grande número de países.
Até 2012 fez parte do Campeonato Europeu de Rali (ERC).
Os italianos Andrea Aghini, Giandomenico Basso e os portugueses Américo Nunes e Bruno Magalhães são os pilotos com maior número de vitórias, quatro cada. Piero Liatti, Horácio Macedo e Fabrizio Tabaton venceram três vezes cada um.
A edição de 2018 voltou a fazer história com Alexandre Camacho a ser o primeiro piloto madeirense a vencer o Rali Vinho Madeira de forma consecutiva.
O evento recebe o seu nome do Vinho da Madeira.

## Vencedores
| Ano  | Piloto                      | Automóvel                 | Campeonato Internacional                                    |
| ---- | --------------------------- | ------------------------- | ----------------------------------------------------------- |
| 1959 | José Lampreia               | MGA                       |                                                             |
| 1960 | Horácio Macedo              | Mercedes 300SL            |                                                             |
| 1961 | António Peixinho            | Alfa Romeo Giulietta      |                                                             |
| 1962 | Horácio Macedo              | Ferrari 250 GT SWB        |                                                             |
| 1963 | Horácio Macedo              | Ferrari 250 GT SWB        |                                                             |
| 1964 | Fernando Basílio dos Santos | Porsche 911 SC            |                                                             |
| 1965 | Zeca Cunha                  | Triumph TR4               |                                                             |
| 1966 | António Sarmento Rebelo     | NSU Prinz 1000            |                                                             |
| 1967 | Jean-Pierre Nicolas         | Renault R8 Gordini 1300   |                                                             |
| 1968 | Américo Nunes               | Porsche 911 S             |                                                             |
| 1969 | Américo Nunes               | Porsche 911 S             |                                                             |
| 1970 | Américo Nunes               | Porsche 911 ST            |                                                             |
| 1971 | Giovanni Salvi              | Porsche 911 S             |                                                             |
| 1972 | Luís Neto                   | Fiat 125 Special          |                                                             |
| 1973 | Gomes Pereira               | Opel 1904 SR              |                                                             |
| 1974 | Não se realizou             | Não se realizou           | Não se realizou                                             |
| 1975 | João Clemente Aguiar        | Ford Escort RS1600        |                                                             |
| 1976 | Giovanni Salvi              | Ford Escort RS2000        |                                                             |
| 1977 | Américo Nunes               | Porsche 911 ST            |                                                             |
| 1978 | Ari Vatanen                 | Ford Escort RS2000        |                                                             |
| 1979 | Antonio Fassina             | Lancia Stratos            | Campeonato Europeu de Rali Coef. 1                          |
| 1980 | Adartico Vudafieri          | Fiat 131 Abarth           | Campeonato Europeu de Rali Coef. 2                          |
| 1981 | Aloyse Kridel               | Ford Escort RS1800        | Campeonato Europeu de Rali Coef. 3                          |
| 1982 | Antonio Fassina             | Opel Ascona 400           | Campeonato Europeu de Rali Coef. 3                          |
| 1983 | Massimo Biasion             | Lancia Rally              | Campeonato Europeu de Rali Coef. 4                          |
| 1984 | Henri Toivonen              | Porsche 911 SC            | Campeonato Europeu de Rali Coef. 4                          |
| 1985 | Salvador Servià             | Lancia Rally              | Campeonato Europeu de Rali Coef. 4                          |
| 1986 | Fabrizio Tabaton            | Lancia Delta S4           | Campeonato Europeu de Rali Coef. 4                          |
| 1987 | Massimo Biasion             | Lancia Delta HF 4WD       | Campeonato Europeu de Rali Coef. 4                          |
| 1988 | Patrick Snijers             | BMW M3                    | Campeonato Europeu de Rali Coef. 20                         |
| 1989 | Yves Loubet                 | Lancia Delta Integrale    | Campeonato Europeu de Rali Coef. 20                         |
| 1990 | Fabrizio Tabaton            | Lancia Delta Integrale    | Campeonato Europeu de Rali Coef. 20                         |
| 1991 | Fabrizio Tabaton            | Lancia Delta HF Integrale | Campeonato Europeu de Rali Coef. 20                         |
| 1992 | Andrea Aghini               | Lancia Delta Integrale    | Campeonato Europeu de Rali Coef. 20                         |
| 1993 | Patrick Snijers             | Ford Escort RS Cosworth   | Campeonato Europeu de Rali Coef. 20                         |
| 1994 | Andrea Aghini               | Toyota Celica GT-Four     | Campeonato Europeu de Rali Coef. 20                         |
| 1995 | Piero Liatti                | Subaru Impreza WRX        | Campeonato Europeu de Rali Coef. 20                         |
| 1996 | Fernando Peres              | Ford Escort RS Cosworth   | Campeonato Europeu de Rali Coef. 20                         |
| 1997 | Piero Liatti                | Subaru Impreza WRC        | Campeonato Europeu de Rali Coef. 20                         |
| 1998 | Andrea Aghini               | Toyota Corolla WRC        | Campeonato Europeu de Rali Coef. 20                         |
| 1999 | Bruno Thiry                 | Subaru Impreza WRC        | Campeonato Europeu de Rali Coef. 20                         |
| 2000 | Piero Liatti                | Subaru Impreza WRC        | Campeonato Europeu de Rali Coef. 20                         |
| 2001 | Adruzilo Lopes              | Peugeot 206 WRC           | Campeonato Europeu de Rali Coef. 20                         |
| 2002 | Andrea Aghini               | Peugeot 206 WRC           | Campeonato Europeu de Rali Coef. 20                         |
| 2003 | Miguel Campos               | Peugeot 206 WRC           | Campeonato Europeu de Rali Coef. 20                         |
| 2004 | Vítor Sá                    | Peugeot 306 Maxi          | Campeonato Europeu de Rali                                  |
| 2005 | Renato Travaglia            | Renault Clio S1600        | Campeonato Europeu de Rali                                  |
| 2006 | Giandomenico Basso          | Fiat Punto Abarth S2000   | Campeonato Europeu de Rali Intercontinental Rally Challenge |
| 2007 | Giandomenico Basso          | Fiat Punto Abarth S2000   | Campeonato Europeu de Rali Intercontinental Rally Challenge |
| 2008 | Nicolas Vouilloz            | Peugeot 207 S2000         | Campeonato Europeu de Rali Intercontinental Rally Challenge |
| 2009 | Giandomenico Basso          | Fiat Punto Abarth S2000   | Campeonato Europeu de Rali Intercontinental Rally Challenge |
| 2010 | Freddy Loix                 | Škoda Fabia S2000         | Campeonato Europeu de Rali Intercontinental Rally Challenge |
| 2011 | Bruno Magalhães             | Peugeot 207 S2000         | Campeonato Europeu de Rali                                  |
| 2012 | Bruno Magalhães             | Peugeot 207 S2000         | Campeonato Europeu de Rali                                  |
| 2013 | Giandomenico Basso          | Peugeot 207 S2000         | ERC Cup Coef. 20                                            |
| 2014 | Bruno Magalhães             | Peugeot 208 T16           | European Rally Trophy                                       |
| 2015 | Bruno Magalhães             | Peugeot 208 T16           | European Rally Trophy                                       |
| 2016 | José Pedro Fontes           | Citroën DS3 R5            | Tour European Rally                                         |
| 2017 | Alexandre Camacho           | Peugeot 208 T16 R5        | Tour European Rally                                         |
| 2018 | Alexandre Camacho           | Škoda Fabia R5            | Tour European Rally                                         |
| 2019 | Alexandre Camacho           | Škoda Fabia R5            | Tour European Rally                                         |
| 2020 | Miguel Nunes                | Škoda Fabia R5 Evo        | FIA European Rally Trophy                                   |
| 2021 | Alexandre Camacho           | Škoda Fabia Rally2 Evo    | Iberian Rally Trophy                                        |
| 2022 | Alexandre Camacho           | Škoda Fabia Rally2 Evo    | Iberian Rally Trophy                                        |
| 2023 | Alexandre Camacho           | Škoda Fabia Rally2 Evo    | FIA European Rally Trophy                                   |
| 2024 | Diego Ruiloba               | Citroën C3 Rally2         | FIA European Rally Trophy                                   |
| 2025 | Diego Ruiloba               | Citroën C3 Rally2         | FIA European Rally Trophy                                   |